# Bertran de Lamanon
Pour les articles homonymes, voir Lamanon (homonymie).
Bertran de Lamanon, né en 1210 et mort en 1270, fut un troubadour provençal du XIIIe siècle.

## Biographie
Né aux alentours de 1210, mort en 1270.
Son père était Ponç de Bruguers, catalan de la cour d’Alphonse 1er, puis Alphonse II. À la mort de son père, son frère Ponç de Lamanon hérite de la plus grosse part du patrimoine, Bertran est alors réduit à une mince portion. Le jongleur Gui de Cabannes compose un sirventès qui glorifie Ponç de Lamanon et méprise Bertran à qui il ne reste que les vices. Il s’engagera alors auprès de Raimond Bérenger V à la cour aixoise. Il suivit le comte dans toutes ses campagnes. En 1232, il fut fait prisonnier par Raimond VII, comte de Toulouse, et libéré contre rançon, Blacasset le railla à cette occasion disant qu’il avait tenté de se défendre avec des ongles d’ours. Au cours du siège de Brescia, pour l’empereur, il échangea des coblas avec son maître, Raimond Bérenger V, ils ne conquirrent pas Brescia et Bertran de Lamanon écrivit un bref poème sur la tristesse des soldats  « Tut nos cuzavam ses failla ». À la mort de Raimond Bérenger V, il rentra dans son domaine puis revint plus tard à la cour de Charles d’Anjou, nouveau comte de Provence. Son fils, Peire de Lamanon fut moine dominicain à Sisteron.

## Œuvre
L'œuvre de Lamanon se compose d'une vingtaine de pièces lyriques, parmi lesquelles beaucoup de tensons échangées avec d'autres troubadours, notamment avec Guillem Augier, Granet et Sordel.

## Liens
- Œuvres complètes sur trobar.org

## Source
Martin Aurell « Le troubadour Bertran de Lamanon (c. 1210-1270) et les luttes de son temps », Boletín de la Real Academia de Buenas Letras de Barcelona, 1987-1988, p. 121-162.